# Huerto
Huerto és un municipi aragonès situat a la província d'Osca i enquadrat a la comarca dels Monegres.

## Administració i política
| Eleccions municipals |      |      |      |
| Partido              | 2003 | 2007 | 2011 |
| PSOE                 | 2    | 3    | 4    |
| PP                   | 5    | 3    | 2    |
| PAR                  | -    | -    | 1    |
| CHA                  |      | 1    | -    |
| Total                | 7    | 7    | 7    |

## Demografia
| 1900 | 1910 | 1920 | 1930 | 1940 | 1950 | 1960 | 1970 | 1981 | 1991 | 1996 | 1999 | 2001 |
| ---- | ---- | ---- | ---- | ---- | ---- | ---- | ---- | ---- | ---- | ---- | ---- | ---- |
| 770  | 877  | 824  | 719  | 721  | 616  | 570  | 431  | 382  | 271  | 268  | 265  | 257  |

## Festes
- 16 d'abril - Santa Engracia.
- 4 d'agost - Santo Domingo.